# DZ Bank
DZ Bank AG Deutsche Zentral-Genossenschaftsbank – niemiecki spółdzielczy bank zrzeszający z siedzibą we Frankfurcie nad Menem.
Pod obecną nazwą DZ Bank rozpoczął działalność 1 września 2001 roku, po połączeniu dwóch dużych, spółdzielczych banków: DG Bank i GZ Bank. DZ Bank jest bankiem komercyjnym, który razem z WGZ-Bank pełni role banku zrzeszającego dla ok. 1400 banków spółdzielczych i kas kredytowych w Niemczech i Austrii.

## Działalność w Polsce
W latach 1998–2013 był właścicielem banku DZ Bank Polska, wcześniej działającego do 2003 jako Bank Amerykański w Polsce AmerBank S.A.
29 sierpnia 2013 bank podpisał umowę z Getin Noble Bank dotyczącą sprzedaży zorganizowanej części przedsiębiorstwa DZ Bank Polska S.A. specjalizującej się w obsłudze najzamożniejszych klientów indywidualnych (private banking).
1 listopada 2013 nastąpiło przekształcenie DZ Bank Polska w polski oddział DZ Bank AG podlegający niemieckiemu urzędowi nadzoru finansowego. 30 listopada 2015 oddział w Polsce zakończył prowadzenie działalności i rozpoczął się proces likwidacji.